# Університет UNRRA
Університет UNRRA в Мюнхені — вищий навчальний заклад, заснований Адміністрацією ООН з допомоги та відбудови задля інтеграції біженців у життя післявоєнної Німеччини. Університет розпочав роботу на початку 1946 року, але вже в травні 1947 року був ліквідований
На початку діяльності були відкриті технічний, сільськогосподарський та природничий факультети, куди записалися 700 студентів. Пізніше були відкриті медичний, філософський, економічний і правничий факультети.
Університет розташовувався в будівлі Національного музею.
У ньому викладали професори 13 національностей, українці складали п'яту частину викладачів та третину студентів (650 осіб). Серед викладачів були Євген Вертипорох, Зіновій Храпливий, Петро Шидловський, Костянтин Яцута, Борис Рудик, Валентина Радзимовська, Борис Балінський. 
В університеті навчалася Зоря Ясінчук-Ґріффо, на курсах при університеті - Олекса-Мирон Біланюк.